# آراکاوا (رود)

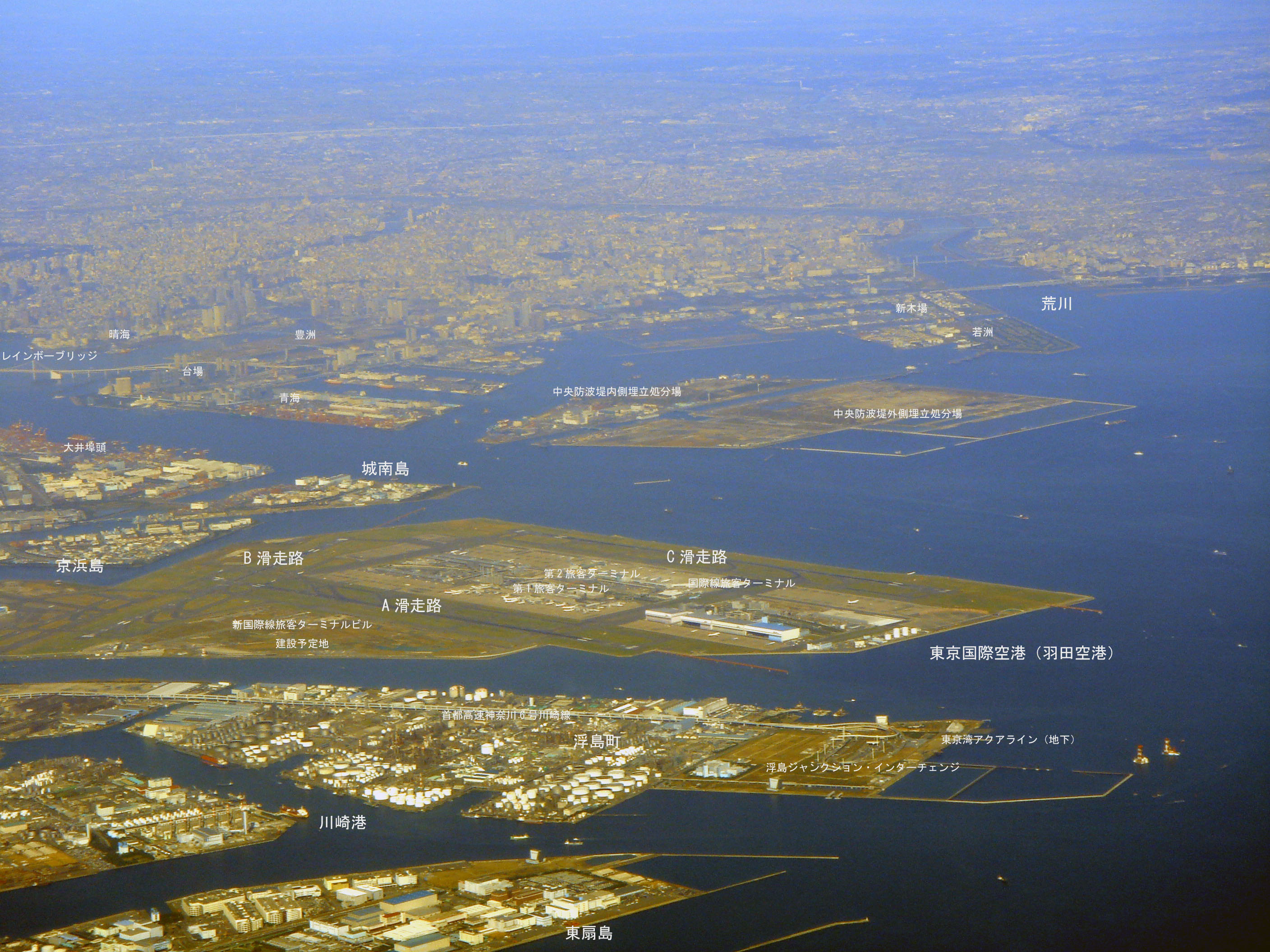
محل ورود رود آراگاوا به خلیج توکیو.

آراکاوا (به ژاپنی: 荒川 Arakawa) در استان سایتاما و توکیو پایتخت ژاپن جریان دارد. این رود از کوه کوبوشی در استان سایتاما منشأ گرفته و در آخر به خلیج توکیو می‌ریزد. این رود ۱۷۳ کیلومتر طول دارد.
عرض این رودخانه در نزدیکی شهرها کوئون‌اوسو و یوشیمی‌ماچی در استان سایتاما به ۲۵۳۷ متر می‌رسد که بیشترین عرض رود در تمام ژاپن به شمار می‌آید. منشأ این رود کوه کوبوشیگاتا
(به ژاپنی: 甲武信ヶ岳 こぶしがたけ)  است که در مرز سه استان سایتاما، استان یاماناشی و استان ناگانو قرار دارد و آب‌های حوزهٔ کوهستان‌چیچی‌بو در آن جاری می‌شود.
رود آراکاوا خواهر خواندهٔ رود پوتوماک در ایالات متحده آمریکا است.